# Ligament calcanéo-naviculaire
Le ligament calcanéo-naviculaire (ou ligament calcanéo-scaphoïdien externe) est un ligament de l'articulation transverse du tarse constituant un des deux faisceaux du ligament bifurqué.

## Description
Le ligament calcanéo-naviculaire est le faisceau médial du ligament bifurqué.  Il s'étend du tubercule du calcanéum à l'extrémité latérale de la face dorsale de l'os naviculaire.
Il consolide la face latérale de l'articulation talo-calcanéo-naviculaire.